# Чешуегорлый мохо
Чешуегорлый мохо (лат. Moho braccatus, гав. ʻōʻōʻāʻā), или чешуегорлый гавайский медосос, или оох — вымерший вид певчих птиц семейства гавайских медососов, эндемик острова Кауаи. Ранее (как и другие представители рода мохо) рассматривался как представитель австрало-тихоокеанских медососов (Meliphagidae). Чешуегорлый мохо был широко распространён в субтропических лесах острова до начала XX века, когда началось снижение его численности. Последний раз птицу услышали в 1987 году, сумев сделать запись её песни. После этого он был объявлен вымершим видом. Основными причинами вымирания стали завезённые интродуцированные виды, такие как чёрная крыса, домашняя свинья, птичьи болезни, разносимые комарами (птичья малярия (возбудитель — Plasmodium relictum) и оспа (Poxvirus avium)), а также разрушение среды обитания.

## Описание

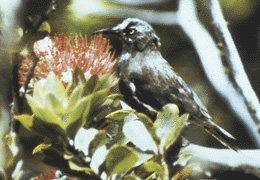
Чешуегорлый мохо

Эта птица была самым мелким и темноокрашенным представителем семейства гавайских медососов. Она была чуть более 20 сантиметров (7,9 дюйма) в длину. Она имела чёрную или блестящую тёмно-коричневую окраску, редкое жёлтое оперение у бедра, а также слабые белые полосы у груди и под крыльями. Она была единственным представителем рода мохо, имевшим глаза с жёлтой радужной оболочкой. Название птицы было дано местными жителями, на языке которых оно означало «карликовый мохо». Как и другие медососы, эта птица имела острый, слегка изогнутый клюв для сбора нектара. Птица гнездилась в основном в густых лесных ущельях острова Кауаи.

## Питание
Рацион чешуегорлого мохо, как и у других представителей рода мохо в основном составлял нектар гавайских лобелидов и деревьев охиа лехуа, реже птица употребляла в пищу мелких беспозвоночных и некоторые виды фруктов.

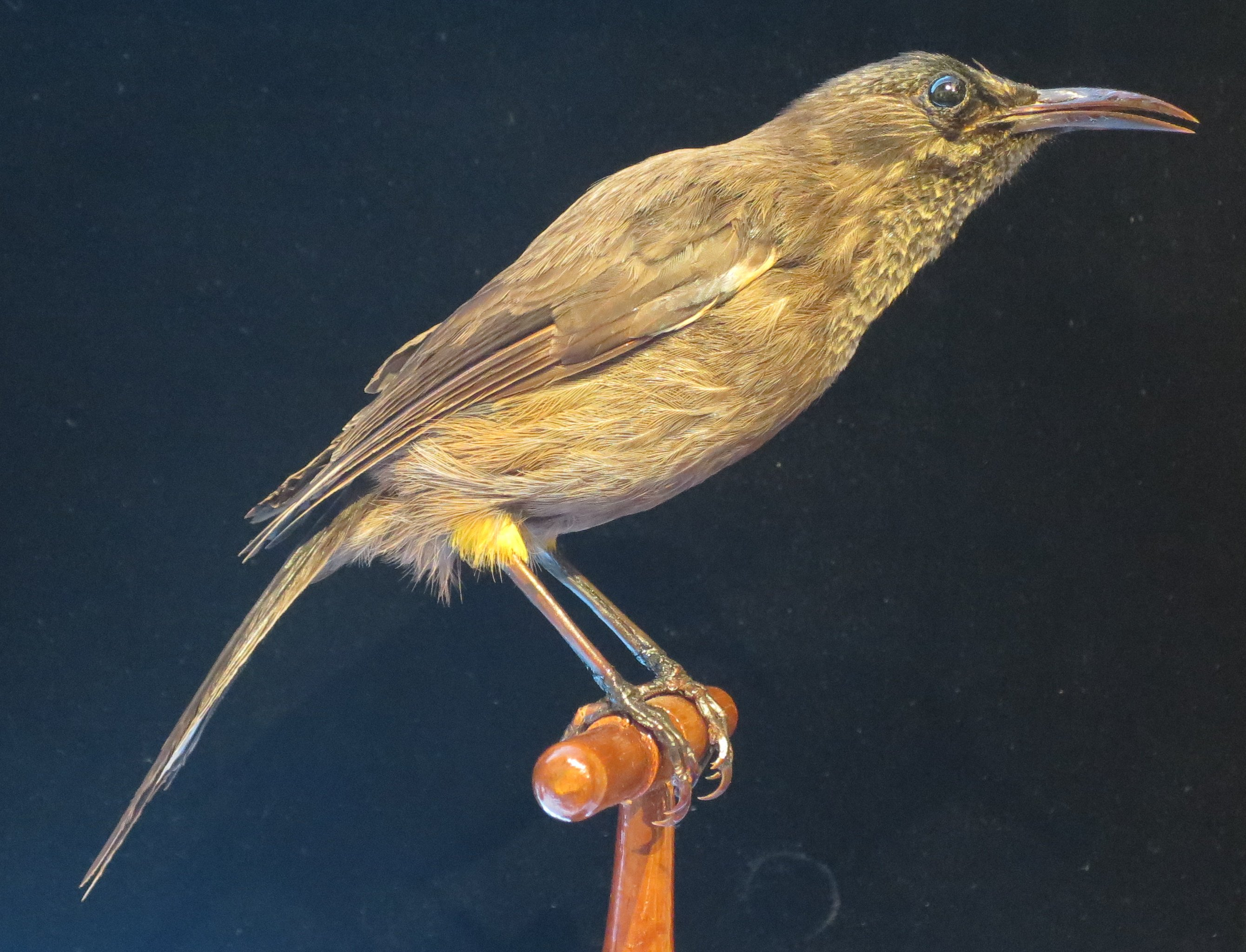
Чучело в музее Бишопа

## Вымирание
Основными причинами вымирания считаются уничтожение естественной среды обитания человеком, а также завезённые интродуцированные виды, такие как чёрная крыса, домашняя свинья, птичьи болезни, разносимые комарами. В 1981 была замечена последняя пара этих птиц, а на следующий год, самка, видимо погибла из-за урагана. В последний раз оставшегося самца видели в 1985 году, а в 1987 году Дэвидом Бойнтоном была сделана запись его голоса. Чешуегорлый мохо пел, в надежде привлечь свою бывшую самку, однако не знал, что он последний представитель своего вида. Паузы в пении нужны, чтобы самка образовывала дуэт.. Чешуегорлый мохо, возможно, мог выжить незамеченным, так как его дважды объявляли вымершим. Один раз в 1940 году (позднее, в 1950 году, было сделано повторное открытие), второй — в конце 1950-х годов (в начале 1970-х годов орнитологом Сабо было сделано очередное повторное открытие). Хотя она и имела громкий голос, её не удалось найти с 1987 года. Чешуегорлый мохо был последним вымершим видом семейства гавайских медососов (остальные виды — желтоухий мохо, благородный мохо, мохо-оаху и киоеа — вымерли ещё раньше).
На сегодняшний день в музеях США и Европы сохранилось около сотни чучел этого вида.